# Jindřich Bartoš
Jindřich Bartoš (* 9. července 1955, Dačice) je český římskokatolický kněz, dlouholetý farář ve farnosti u kostela sv. Mikuláše ve Znojmě a papežský kaplan.

## Život
Pochází z věřící zemědělské rodiny, dětství strávil s několika svými sourozenci ve Vysočanech u Znojma. Pro kněžství se rozhodl již na základní devítileté škole. Vystudoval střední všeobecně vzdělávací školu v Moravských Budějovicích a po maturitě roku 1974 vstoupil do litoměřického kněžského semináře. V roce 1979 dokončil svá teologická studia a nastoupil dvouletou základní vojenskou službu, kterou strávil v Praze. Po kněžském svěcení, které přijal 28. června 1981 v Brně, působil jako farní vikář nejprve v brněnské farnosti u baziliky Nanebevzetí Panny Marie ve Starém Brně a od roku 1982 v Novém Městě na Moravě. V roce 1983 se stal duchovním správcem v Příměticích. Během svého přímětického působení také několik let spravoval excurrendo farnost Únanov a po sametové revoluci obnovil konání mší v kapli Panny Marie Bolestné v Čížově. V srpnu 1990 se navíc stal administrátorem excurrendo v Popicích u Znojma, kde obnovil poutní kapli Panny Marie Bolestné, a děkanem znojemského děkanátu, jímž je dosud.
K 1. červenci 1993 byl přeložen do Znojma a jmenován farářem v tamní farnosti u kostela sv. Mikuláše, jenž od roku 1994 postupně prochází opravou, kromě toho i nadále excurrendo spravoval popickou farnost a od července 1994 rovněž farnost v Konicích u Znojma. Od července 1993 také byl okrskovým vikářem znojemského vikariátu až do jeho zrušení v roce 1999, kdy začal působit též jako děkan sousedního vranovského děkanství. Na jaře 2000 uskutečnil pěší pouť z Vranova nad Dyjí do Říma, které se zúčastnil i Mons. Jan Peňáz, jeden další kněz, jeden jáhen a dva laici. Dne 15. září 2010 jej papež Benedikt XVI. jmenoval kaplanem Jeho Svatosti. Od září 2014 je Jindřich Bartoš navíc administrátorem excurrendo ve znojemské farnosti u kostela sv. Kříže.

## Dílo
- Jindřich Bartoš, Miloslav Trmač: Mariánské poutní místo Hluboké Mašůvky u Znojma, Cesta, Brno 1991, ISBN 80-85319-08-X
- Jindřich Bartoš: Desetiletí zapadlo?, Katolický týdeník 15/1997, str. 6
- Jindřich Bartoš: Náboženský formalismus, Katolický týdeník 36/2000, str. 4
- Jindřich Bartoš, Willi Türk: Modlitby, Farnost sv. Mikuláše ve Znojmě, Znojmo 2006, ISBN 80-239-7761-X
- Jindřich Bartoš: Musí kněz podat sv. přijímání každému?, Katolický týdeník 41/2008, str. 7